# Templul Ekambareswarar
Templul Ekambareswarar este un templu hindus din orașul Kanchipuram, India. Dedicat zeului Shiva, Ekambareswarar este cel mai mare templu din acest oraș și este unul dintre cele mai importante sanctuare shivaiste din India.

## Istorie și arhitectură
Conform unei legende, zeița Parvati, consoarta lui Shiva, a stat în penitență sub un copac mango. Pentru a o testa, Shiva a trimis foc asupra ei, dar Parvati s-a rugat fratelui ei Vișnu pentru a o salva. Shiva a trimis apoi Gangele pentru a-i perturba penitența, dar din nou Parvati nu a pățit nimic deoarece a convins-o pe Ganga, zeița fluviului că sunt surori și că nu trebuie să-i facă rău. Apoi, Parvati și-a terminat penitența și a făcut din nisip un lingam al lui Shiva pentru a se uni cu el. Din această cauză, Shiva a fost venerat în Kanchipuram sub numele de Ekambareswarar sau Stăpânul Copacului Mango.
Templul a fost construit pentru prima dată în jurul anilor 600 d.Hr, fiind unul dintre cele mai vechi temple care s-au păstrat până în prezent. Edificiul ar fi fost ridicat din ordinul membrilor dinastiei Pallava. Celebrul poet și învățat Kachiyapper, cel ce a compus Kandapuranam, a slujit ca preot la acest templu. Locașul a fost renovat în timpul dinastiei Chola. Marele filozof și teolog Adi Shankara, a reușit cu sprijinul comunității locale să extindă Templul Ekambareswarar, împreună cu alte două temple din Kanchipuram: Templul Kamakshi Amman și Templul Varadharaja Perumal.
În secolul al XV-lea, conducătorii din timpul Imperiului Vijayanagara au făcut numeroase lucrări de renovare și extindere la structura templului. Mai târziu, în timpul colonialismului britanic, comerciantul și filantropul Vallal Pachiyappa Mudaliar a contribuit la înfrumusețarea templului cheltuind sume enorme de bani pentru renovarea sa. El obișnuia să vină des în Kanchipuram pentru a se închina în acest templu. Alte lucrări de restaurare au avut loc între anii 1905-1906.
Templul Ekambareswarar măsoară o suprafață totală de aproximativ 93.000 de metri pătrați. Gopuramul (turnul-poartă) de la intrare are o înălțime de 59 de metri, fiind unul dintre cele mai mari din sudul Indiei. O caracteristică importantă a templului este Aayiram Kaal Mandapam sau Holul cu o mie de piloni construit în timpul Imperiului Vijayanagara. Pereții interiori ai templului sunt decorați cu 1.008 lingamuri ale lui Shiva. Sala principală a templului unde se află altarul central conține de asemenea un lingam, numit Prithvi Lingam, alături de o imagine a lui Shiva. Există și alte altare mai mici dedicate unor zei precum Vișnu, Parvati sau Ganesha.

## Importanță religioasă
Templul Ekambareswarar face parte din gruparea Pancha Bhoota Stalam, făcând referire la cele cinci mari temple ale lui Shiva. Toate se află în sudul Indiei și fiecare dintre ele conține un lingam ce reprezintă unul dintre următoarele elemente ale naturii: pământ, cer, foc, apă și aer. Templul Ekambareswarar conține Prithvi Lingam (ce reprezintă pământul), Templul Jambukeswarar conține Appu Lingam (ce reprezintă apa), Templul Annamalaiyar conține Agni Lingam (ce reprezintă focul), Templul Srikalahasti conține Vayu Lingam (ce reprezintă aerul) și Templul Thillai Nataraja conține Akaya Lingam (ce reprezintă cerul). Anual, între lunile aprilie-mai la Ekambareswarar are loc festivalul Panguni Uthiram ce atrage numeroși pelerini și vizitatori.

## Fotogalerie

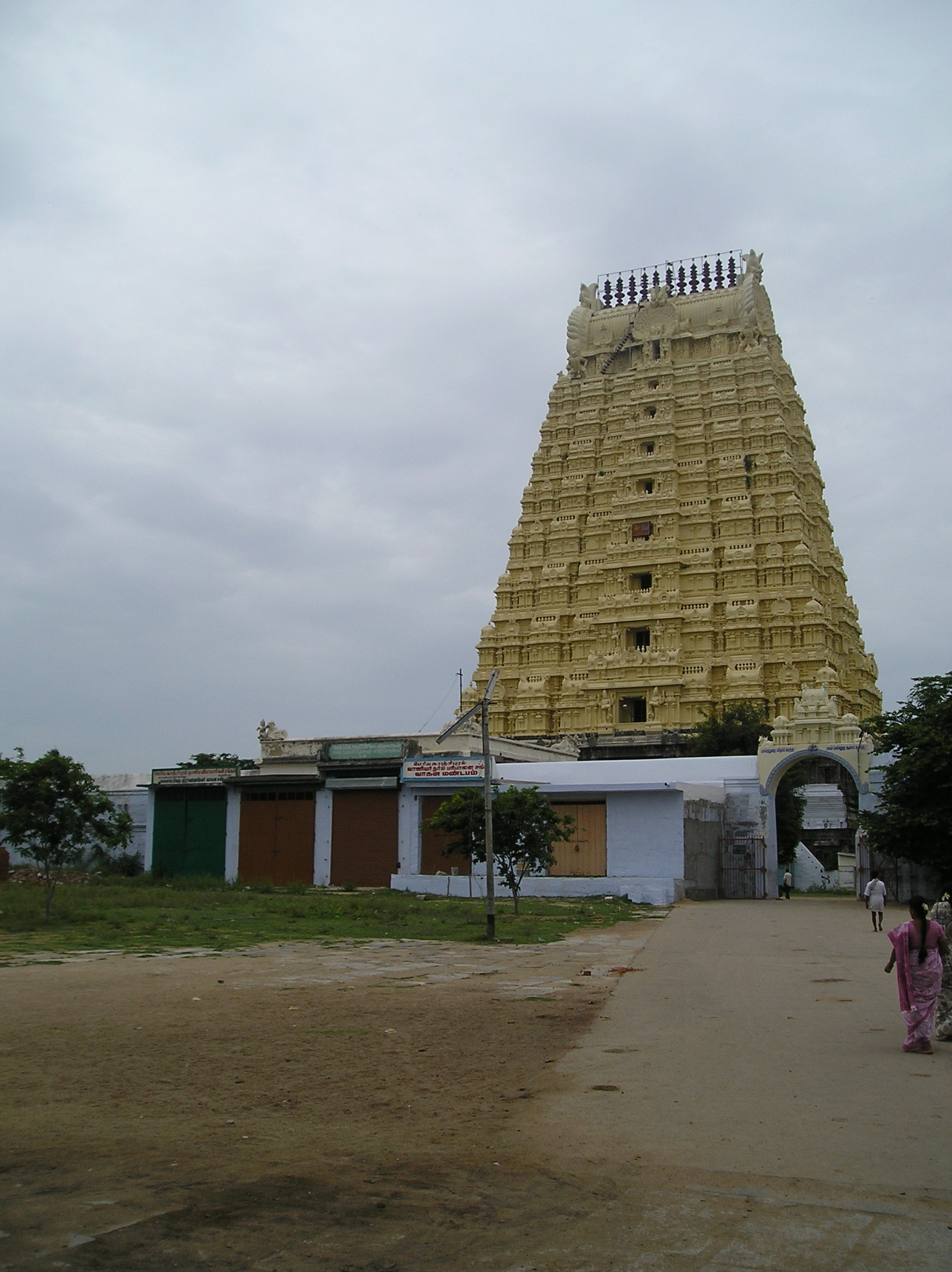
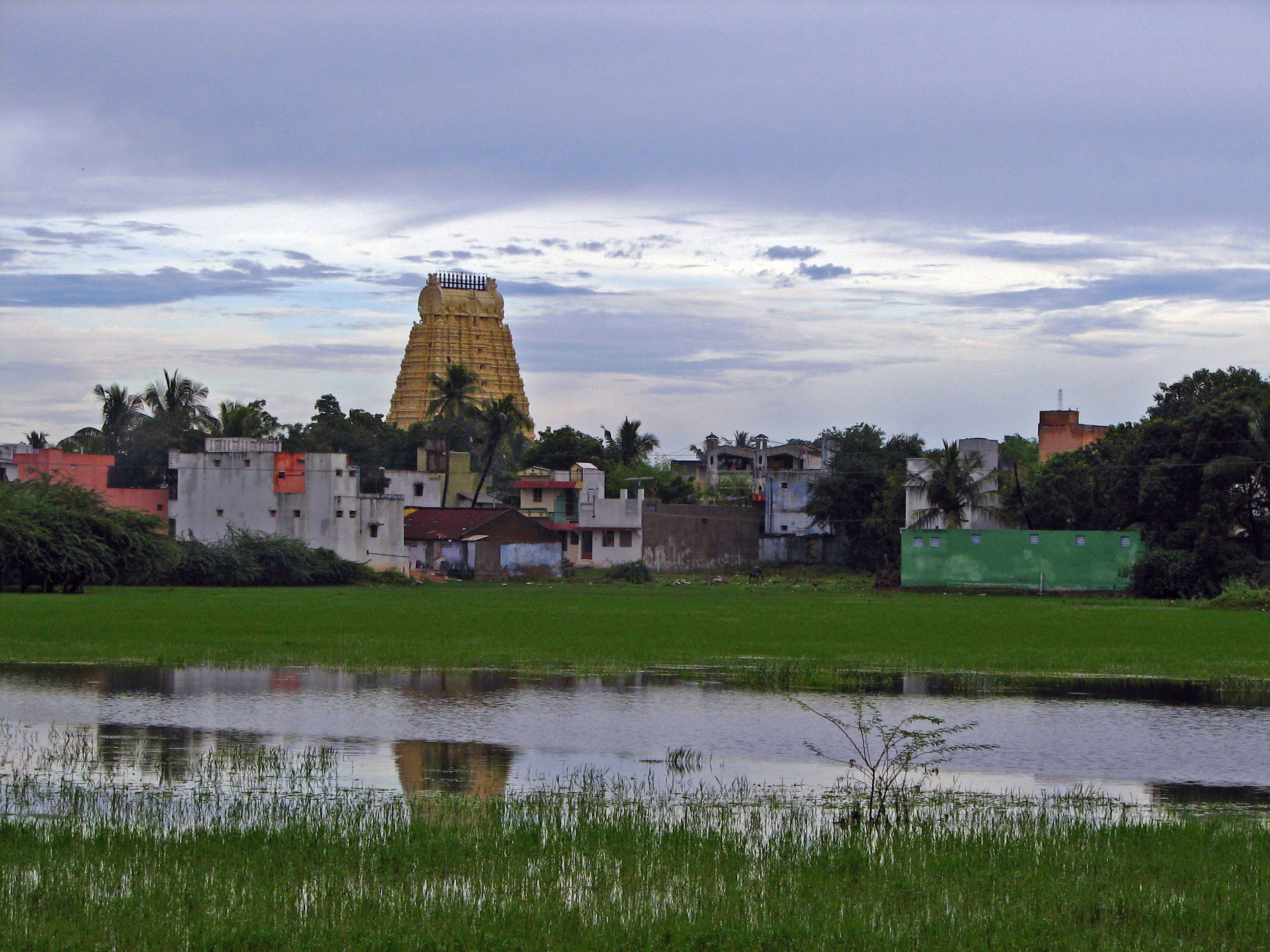
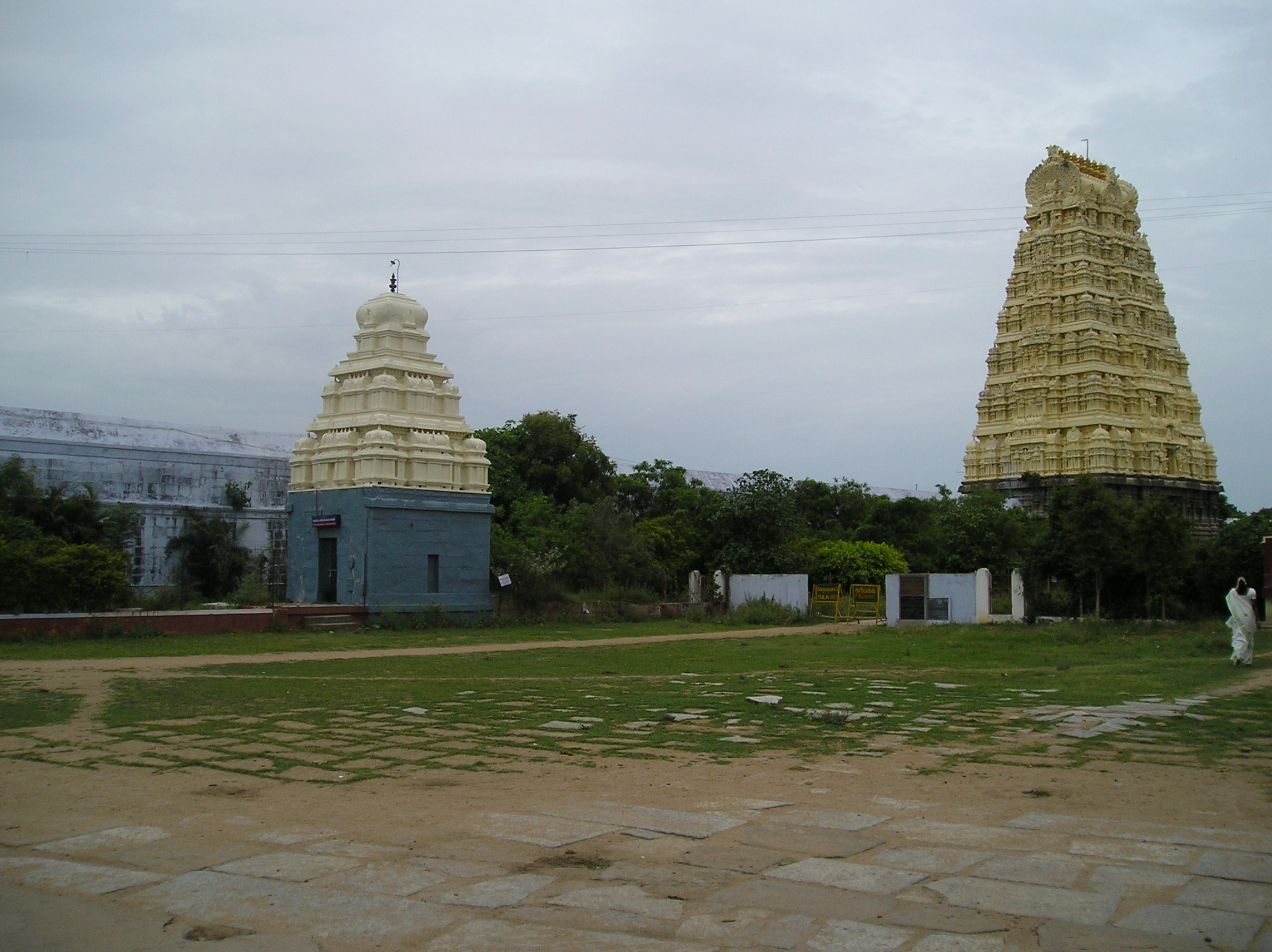
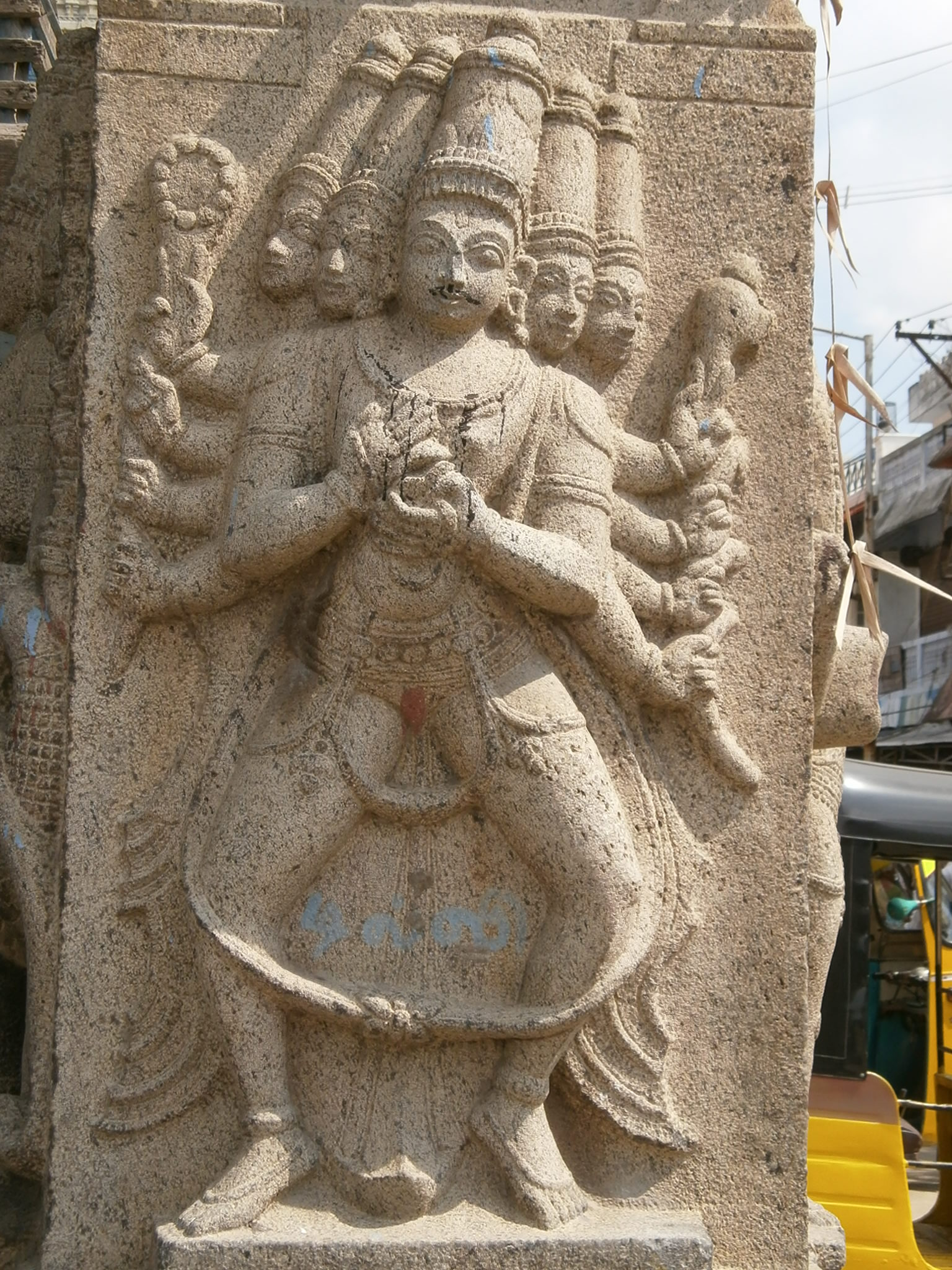
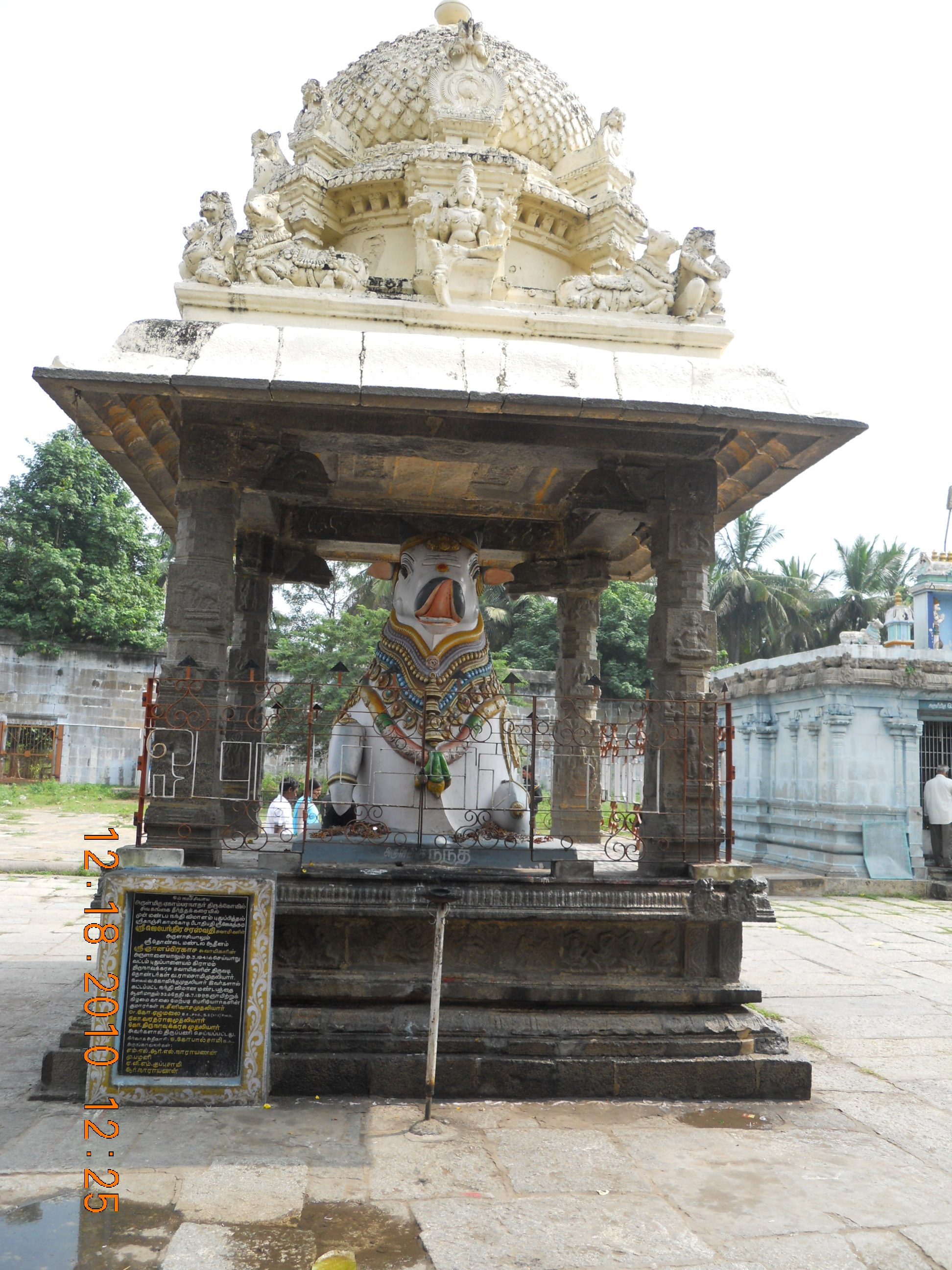
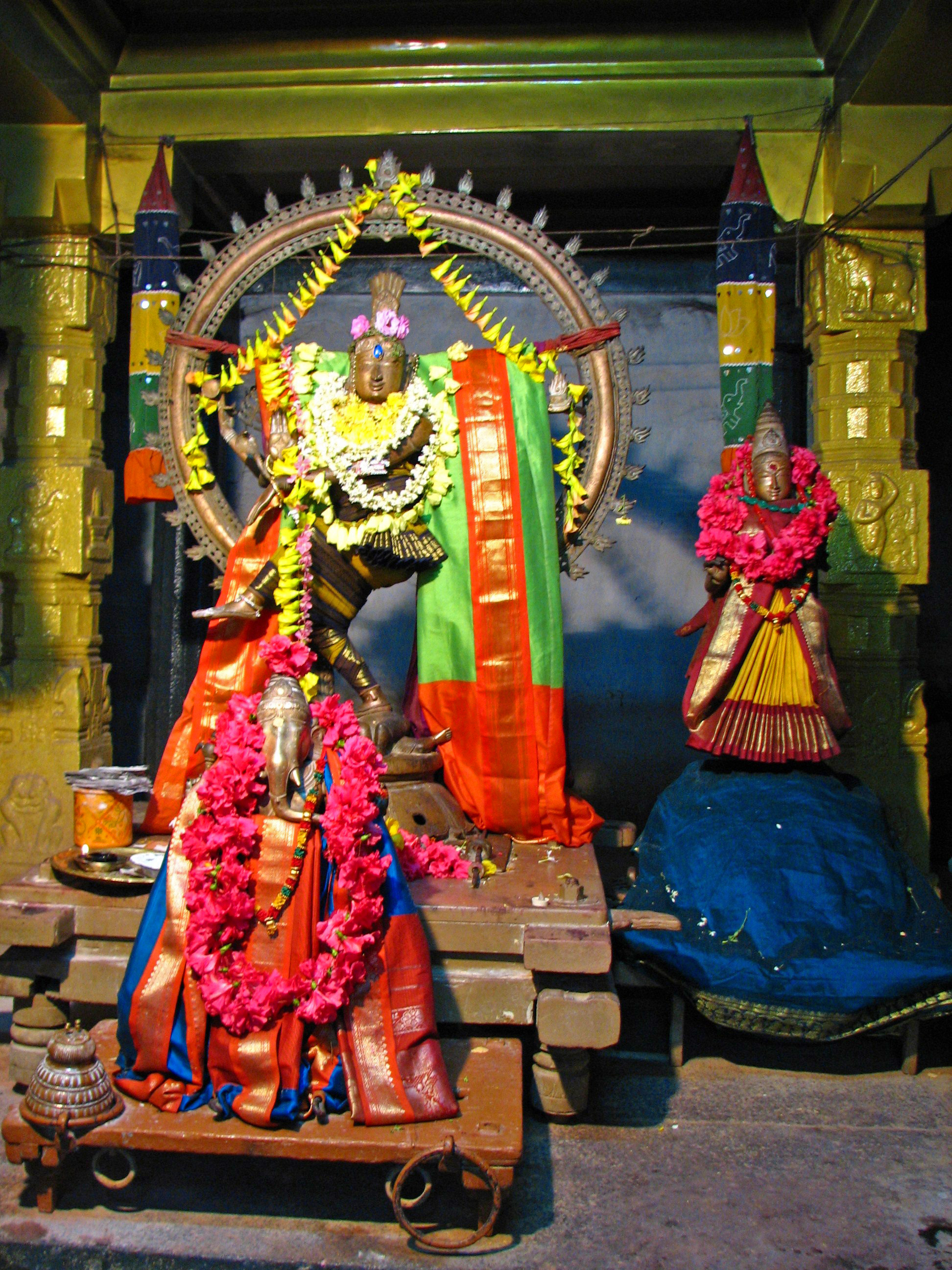
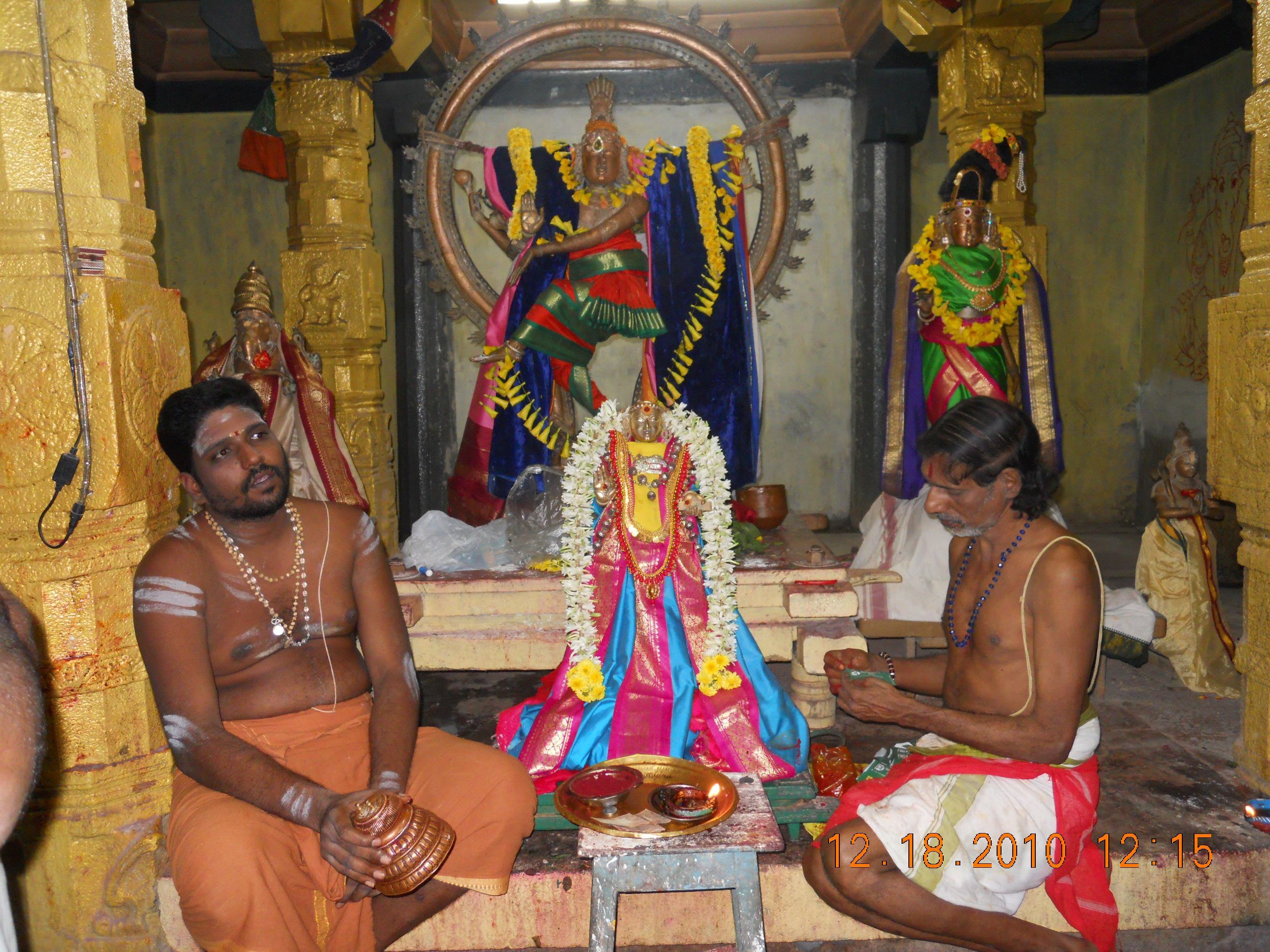